# Lista de campeões de Fórmula 1 por país
Embora vários países disputem anualmente, desde 1950, o Campeonato Mundial de Fórmula 1, poucos alcançaram o título de pilotos e pouquíssimos o de construtores.

## Mundiais de construtores
| País        | Quant. de Títulos | Observação |
| ----------- | ----------------- | ---------- |
| Reino Unido | 33                | [ 2 ]      |
| Itália      | 16                | [ 3 ]      |
| Alemanha    | 8                 | [ 4 ]      |
| Áustria     | 6                 | [ 5 ]      |
| França      | 3                 | [ 6 ]      |

## Mundiais de pilotos
| País           | Quant. de Títulos |
| -------------- | ----------------- |
| Reino Unido    | 20                |
| Alemanha       | 12                |
| Brasil         | 8                 |
| Argentina      | 5                 |
| França         | 4                 |
| Países Baixos  | 4                 |
| Áustria        | 4                 |
| Austrália      | 4                 |
| Finlândia      | 4                 |
| Itália         | 3                 |
| Espanha        | 2                 |
| Estados Unidos | 2                 |
| Canadá         | 1                 |
| África do Sul  | 1                 |
| Nova Zelândia  | 1                 |